# Officier bleu
Cet article concerne les différentes catégories de grades navals dans la France d'Ancien Régime et l'appellation du personnel militaire de la Marine royale.

## Officier bleu
L'officier bleu ou cadre d’auxiliaires était un officier qui n'était pas issu de la noblesse et des Gardes-marine. Contrairement aux gentilshommes, c'était un roturier issu de la marine marchande et qui avait plusieurs années d'expérience de navigation. Il était intégré à la Royale pour une période temporaire, surtout en temps de guerre, et ne pouvait obtenir un brevet ou atteindre un grade supérieur à celui de capitaine de frégate. Des matelots servant sur des frégates royales pouvaient être nommés temporairement par le commandant du vaisseau pour remplacer un officier avec brevet advenant son décès ou son incapacité. 
Il semble que le processus de combler le manque d'officiers de cette façon soit plus fréquent à partir de la guerre de la Ligue d'Augsbourg. Les officiers bleus n'était pas conscrits mais volontaires; certains ont exceptionnellement été admis dans la Royale, comme Jean Bart qui a atteint le rang de chef d'escadre ou Louis-Antoine de Bougainville qui fut également nommé chef d'escadre. L'officier bleu n'était pas obligé de porter un uniforme; toutefois une ordonnance datée du 14 septembre 1764 rendit le port de l'uniforme obligatoire.
À la fin de son engagement il retournait à la marine marchande ou à d'autres activités. La principale différence avec un corsaire est que ce dernier navigue plutôt dans le domaine privé en temps de guerre avec une lettre de marque confirmant l'autorisation du roi. Toutefois, plusieurs corsaires firent également carrière comme officier bleu. Les navires de transport de matériels (vivres et munitions) ou de troupes, navires-hôpitaux, traversiers, pouvaient également être commandés par des officiers bleus sous différents grades.

## bibliographie
- Les Officiers bleus dans la marine française au XVIIIe siècle auteur:Jacques AMAN
- La marine française au XVIIIe siècle: Michel Vergé-Franceschi.